# Путінцев Михайло Сергійович
Миха́йло Сергі́йович Путінцев  (1997—2022) — старший лейтенант Збройних Сил України, учасник російсько-української війни, що загинув під час російського вторгнення в Україну.

## Життєпис
Народився 20 січня 1997 року в місті Луцьк.
Навчався в Луцькій гімназії № 18, потім — у Волинському обласному ліцеї з посиленою військово-фізичною підготовкою імені Героїв Небесної Сотні. Закінчив Національну академію сухопутних військ імені гетьмана Петра Сагайдачного. Проходив військову службу в ЗС України за контрактом. Був неодруженим.
Загинув під час ведення бою з російськими окупантами поблизу с. Щербаки Запорізької області.
11 квітня 2022 року був відспіваний в кафедральному соборі Святої Трійці в м. Луцьку разом із загиблим солдатом Миколою Бунчуком та похований на Алеї почесних поховань на кладовищі у с. Гаразджа Луцького району на Волині.

## Нагороди
- орден «Богдана Хмельницького» III ступеня (2022) — за особисту мужність і самовіддані дії, виявлені у захисті державного суверенітету та територіальної цілісності України, вірність військовій присязі;
- орден «За мужність» III ступеня (2022, посмертно) — за особисту мужність і самовіддані дії, виявлені у захисті державного суверенітету та територіальної цілісності України, вірність військовій присязі.

## Вшанування пам'яті
У Луцьку іменем Путінцева названо вулицю в південній частині міста.